# Miejscowości Saint-Barthélemy
Według danych oficjalnych pochodzących z 2009 roku Saint-Barthélemy (francuskie terytorium zamorskie) posiadał 40 miejscowości (quartier). Stolica kraju Gustavia jako jedyne miasto liczyło ponad 2 tys. mieszkańców, czyli prawie połowę populacji Saint-Barthélemy, oraz reszta miejscowości poniżej 2 tys. mieszkańców.

## Alfabetyczna lista miejscowości na Saint-Barthélemy
Spis miejscowości Saint-Barthélemy według danych szacunkowych z 2009 roku:
- Aéroport
- Anse des Cayes
- Anse des Lézards
- Anse du Gouverneur
- Anse du Grand Cul-de-Sac
- Barrière des Quatres Vents
- Camaruche
- Carénage
- Col de la Tourmente
- Colombier
- Corossol
- Devet
- Flamands
- Gouverneur
- Grand Cul-de-Sac
- Grand Fond
- Grande Saline
- Grande Vigie
- Gustavia
- La Grande Montagne
- La Pointe
- Le Château
- Le Palidor
- Lorient
- Lurin
- Marigot
- Merlette
- Mont Jean
- Morne Criquet
- Morne de Dépoudré
- Morne Rouge
- Petit Cul-de-Sac
- Petite Saline
- Pointe Milou
- Public
- Quartier du Roi
- Saint-Jean
- Terre Neuve
- Toiny
- Vitet